# Francis Sule
Francis Sule (* 24. Dezember 1963) ist ein nigerianischer Tischtennisspieler mit seiner aktiven Zeit in den 1980er und 1990er Jahren. Er gehörte zu den besten afrikanischen Spielern und nahm in vier Weltmeisterschaften teil.

## Werdegang
Francis Sule erzielte seine größten Erfolge bei Afrikameisterschaften. Hier siegte er 1980 und 1985 im Mannschaftswettbewerb. 1980 erreichte er im Einzel das Halbfinale, im Doppel wurde er Afrikameister. 1985 holte er Silber im Doppel und im Mixed. Eine weitere Silbermedaille gab es 1990 im Einzel. Bei den Commonwealthmeisterschaften holte er 1985 zusammen mit Atanda Musa den Titel im Doppel. Von 1979 bis 1985 nahm er an vier Weltmeisterschaften teil, kam dabei jedoch nie in die Nähe von Medaillenrängen.
1985 schloss sich Francis Sule dem deutschen Verein TTSG 76 Wittlich an. Mit dessen Herrenmannschaft wurde er in der Saison 1986/87 Meister der 2. Bundesliga Südwest. 1988 wechselte er zum TTC 46 Weinheim, 1992 spielte er beim kroatischen Verein STK Osijek.